# Battaglione Lombardo Volontari Ciclisti Automobilisti
Il Battaglione Lombardo Volontari Ciclisti Automobilisti è stato un reparto del Regio Esercito costituito il 15 aprile 1915 e sciolto nel dicembre dello stesso anno. 

## Storia
Nel maggio del 1915, all’entrata dell’Italia nella prima guerra mondiale, dal Corpo nazionale volontari ciclisti automobilisti si forma a Milano il Battaglione dei Volontari Ciclisti Automobilisti, che esegue un periodo di addestramento a Gallarate. Il comandante era Carlo Monticelli.
Il 20 luglio, sfilando per carte e i documenti è il cosiddetto plotone degli artisti, formato dai futuristi Marinetti, Boccioni, Funi, Sironi, Sant’Elia, Erba, Bucci, Piatti, Russolo.
Nell’ottobre 1915 gli artisti futuristi erano in piena attività bellica per la presa di Dosso Casina (Dos Casina), sulle pendici settentrionali del Monte Altissimo. 

Di quel periodo è rimasto un corpus di disegni, scritti e fotografie raccolti dal "cuciniere" del gruppo, Domenico Valsecchi, oggi conservato nelle Civiche Raccolte d’Arte di Milano.
Il Corpo, così come il battaglione, venne sciolto il 1º dicembre 1915 e i militari distribuiti nei vari reparti del Regio esercito.

## Mostre
- Patriottismo futurista, il Battaglione Lombardo Volontari Ciclisti e Automobilisti e i Futuristi nella battaglia di Dosso Cassina, 4 maggio – 17 giugno 2007, Banca Popolare di Milano